# Xá tội
Xá tội là quyết định của chính phủ nhằm cho phép một người được giảm một số hoặc tất cả hậu quả pháp lý do bị kết án hình sự. Việc xá tội có thể được ban trước hoặc sau khi bị kết án tội phạm, tùy thuộc vào luật pháp của quyền xét xử.